# Сокирянка
Сокиря́нка — річка в Україні, в межах Сокирянського району Чернівецької області. Права притока Дністра (басейн Чорного моря). 

## Опис і розташування
Довжина 15 км. Пересічна ширина річища — бл. 10 м. Річка рівнинного типу. У середній та нижній течії долина річки вузька і глибока, каньйоноподібна. У верхній течії споруджено кілька ставків. 
Сокирянка бере початок на південь від міста Сокиряни, біля українсько-молдовського кордону. Тече на північ та північний схід. Впадає до Дністра біля південної околиці села Василівка. 
На річці розташований один із районних центрів Чернівецької області — місто Сокиряни. Через це екологічний стан річки вкрай незадовільний. 